# Битва при Мияко
Битва в заливе Мияко (宮古湾海戦, Miyako-wan Kaisen) — военно-морское сражение 6 мая 1869 года, в котором самураи, лояльные бывшему сёгунату Токугава под флагом новообразованной Республики Эдзо, не смогли захватить броненосец Котэцу, флагман имперских сил нового правительства Мэйдзи. Это было частью общей битвы при Хакодате в конце войны Босин.

## Приготовления
Несмотря на сдачу замка Эдо новому правительству Мэйдзи и тяжелые потери в битвах при Уэно и Айдзу, многие вооруженные силы и лидеры, верные бывшему сёгунату Токугава, отказались смириться с поражением. Когда Северный союз был разбит, часть флота Токугава во главе с адмиралом Эномото Такеаки бежала на северный остров Хоккайдо вместе с несколькими тысячами солдат и горсткой французских военных советников и основала Республику Эдзо.
Недавно созданный Императорский флот Японии покинул Токийский залив 9 марта 1869 года и 20 марта достиг залива Мияко, который сейчас является городом Мияко в центральной части префектуры Иватэ. Имперский флот был быстро сформирован вокруг построенного во Франции броненосного корабля «Котэцу», который был куплен в США. Среди других кораблей были «Касуга», «Хирю», «Дай Ити Тейбо», «Ёсун» и «Мосун», которые поставлялись княжествами Сага, Тёсю и Сацума новому центральному правительству в 1868 году. Всего было восемь имперских кораблей: Котэцу, Касуга, три небольших корвета и три транспортных корабля. Будущий главнокомандующий Императорским флотом Японии Того Хэйхатиро в то время был офицером на Касуге.
Предвидя, что имперский флот собирается вторгнуться в Эдзо, Эномото Такеаки решил отправить три своих боевых корабля под командованием Кайгун бугё Араи Икуносукэ в абордажную операцию, чтобы захватить новый революционный военный корабль Котэцу, который серьёзно нанесет ущерб имперским силам и купит время для Республики Эдзо подготовиться к вторжению или договориться о более выгодных условиях с Союзом Саттё.

## Бой
Силы Эдзо возглавлял Кайтен (флагман флота Республики Эдзо) под командованием Араи Икуносукэ, а с элитой Синсэнгуми их лидер Хидзиката Тосидзо, а также бывший военный советник ВМС Франции Анри Николь. Николь был выбран для атаки, так как он был уроженцем Бордо и знал характеристики и конструкцию военного корабля Котэцу, построенного в том же городе. Сама общая стратегия была спланирована другим французским советником, Эженом Коллашем, который также сопровождал миссию на борту «Такао» (бывший «Ашуэлот») с элитой Синбокутай (神木隊). Третьим кораблем в эскадрилье Эдзо был «Банрю» с элитным Югекитай (遊撃隊) и бывшим квартирмейстером французского флота Клато, отвечающим за пушки.
Чтобы создать неожиданность, эскадрилья планировала использовать операцию под ложным флагом, когда Кайтен войдет в залив Мияко под американским флагом. Однако операция столкнулась с проблемами, прежде чем достигла пункта назначения. По пути эскадрилья столкнулась с плохой погодой, из-за которой у Такао возникла проблема с двигателем, и Банрю отделился. В конце концов Банрю вернулся на Хоккайдо, не участвуя в битве. Не имея возможности развивать скорость более 3 узлов (5,6 км/ч) из-за неисправности двигателя, Такао сильно отстал, когда Кайтен начал атаку.
Кайтен подошла к стоящим на якоре кораблям Имперского флота и поднял флаг Республики Эдзо за секунды до того, как поднялась на борт Котэцу. Она врезалась носом в борт Котэцу и начала стрелять из своего оружия. Однако её палуба была выше, чем у Котэцу, почти на три метра, что заставляло абордажных самураев прыгать один за другим ручейком. После того, как первоначальная неожиданность миновала, Котецу удалось отразить атаку с помощью пушки Гатлинга, нанеся большие потери атакующим. Большинство атакующих самураев погибли; Николь был ранен двумя пулями, а командир абордажа Кога Генго был убит, и его место занял адмирал Араи Икуносукэ. В бою Кайтен повредил три имперских военных корабля, но, в конце концов, вышел из боя, не захватив Котецу.
Кайтен вышел из залива Мияко, преследуемый имперским флотом (который прогревал свои двигатели ещё до начала атаки), как раз в тот момент, когда Такао входил. Кайтен в конце концов сбежал на Хоккайдо, но Такао был слишком медленной, чтобы опередить своих преследователей, и был выброшен на берег недалеко от залива Мияко, чтобы его команда могла уйти вглубь суши, и был затоплен взрывом. 40 членов экипажа (включая 30 самураев и бывшего французского офицера Эжена Коллаша) сумели бежать на несколько дней, но в конце концов сдались правительственным войскам. Их доставили в Токио для суда. Хотя судьба японских повстанцев неизвестна, Коллаш в конце концов был помилован и депортирован во Францию.

## Заключение
Морское сражение при Мияко было смелой, но отчаянной попыткой сил Республики Эдзо нейтрализовать могущественный броненосец Котэцу. Это был первый случай абордажа на бронированном пароходе в Японии. Хотя попытка закончилась неудачей, потеря Такао была незначительной. Имперский флот беспрепятственно продвигался на север и поддерживал высадку и боевые действия тысяч правительственных войск в битве при Хакодате.